# Годард (Мериленд)
Годард (енгл. Goddard) град је у америчкој савезној држави Мериленд.

## Демографија
По попису из 2000. године број становника је 5.554.
| Група             | 2000.         | 2010.    |
| Белци             | 1.602 (28,8%) | 0 (0,0%) |
| Афроамериканци    | 2.961 (53,3%) | 0 (0,0%) |
| Азијати           | 649 (11,7%)   | 0 (0,0%) |
| Хиспаноамериканци | 174 (3,1%)    | 0 (0,0%) |
| Укупно            | 5.554         | 0        |